# Isla Danger
La isla Danger (en inglés: Danger Island) es la más occidental y la isla más meridional del Banco de Gran Chagos, que es la estructura de atolón de coral más grande del mundo, situada en el archipiélago de Chagos. 
Posee unos 2 km de largo y un territorio llano en una isla con una anchura máxima de 400 m, cubierta de altos cocoteros. Su nombre, con toda probabilidad se deriva de la falta de un anclaje seguro, lo que representa que cada visita a esta isla es peligroso para los barcos y su tripulación. La tierra más cercana es Île Vache Marina, la más meridional de las islas Eagle que se encuentra a 16 kilómetros al noreste.